# Lernen in jahrgangsgemischten Lerngruppen
Unter Lernen in jahrgangsgemischten Lerngruppen versteht man eine Sonderform der Schulpädagogik
Die Abgrenzung zur Regelschule besteht darin, dass sich Schüler jahrgangsübergreifend gegenseitig unterstützen und helfen, sowie eine soziale Bindung zueinander aufbauen. Die Schulnoten werden durch schriftliche Bewertungen der einzelnen Fächer ersetzt, wobei auf den Entwicklungsstand des betroffenen Kindes eingegangen wird. Strafen gibt es für Fehlverhalten nicht, sondern die Theorie des positiven Bestärkens findet Anwendung.